# Taishi Endō
Taishi Endō (japanisch 遠藤 大志 Endō Taishi; * 31. März 1980 in der Präfektur Chiba) ist ein ehemaliger japanischer Fußballspieler.

## Karriere
Endō erlernte das Fußballspielen in der Schulmannschaft der Funabashi High School. Seinen ersten Vertrag unterschrieb er 1998 bei Tokyo Gas (heute: FC Tokyo). Der Verein spielte in der zweithöchsten Liga des Landes, der Japan Football League. 1999 wurde er mit dem Verein Vizemeister der J2 League und stieg in die J1 League auf. 2007 wechselte er zum Zweitligisten Montedio Yamagata. 2008 wurde er mit dem Verein Vizemeister der J2 League und stieg in die J1 League auf. 2010 wechselte er zum Drittligisten Sony Sendai FC. Ende 2011 beendete er seine Karriere als Fußballspieler.

## Erfolge
FC Tokyo
- J.League Cup

Sieger: 2004